# Бардовский, Яков Иовлевич
Яков Иовлевич Бардовский (1779—1857) — переводчик и писатель, масон.

## Биография
Родился 1 (12) октября 1779 года происходил из духовного звания, обучался в семинарии, по окончании которой, благодаря переводам религиозных книжек, сблизился с Шишковым, участвовал в «Беседах любителей русского слова» и стал известен министру народного просвещения, А. Н. Голицыну. Пользовался также покровительством Н. П. Шереметева. Сотрудничал в журналах «Минерва» и «Друг юношества». В 1813 г. Шишков выхлопотал Бардовскому поручение описать «происшествия», бывшие в Москве и окрестностях во время французского нашествия, с ежегодным жалованьем в 1500 рублей. Но о результатах его занятий, как видно из ответа министра народного просвещения на запрос управляющего министерством внутренних дел, не было «никаких сведений» даже в начале 1827 года, и вероятно, тогда же была прекращена выдача ему жалованья. Впоследствии Бардовский служил в государственной экспедиции для ревизии счетов и при почтовом департаменте. Дослужился до чина статского советника.
Я. И. Бардовский был с 6 июля 1811 года членом-учредителем «Общества любителей российской словесности».
Масон, был посвящён в 1819 году в петербургской ложе «Елизаветы к добродетели» по поручительству С. С. Ланского.
Я. И. Бардовскому принадлежит ряд стихотворений на религиозно-нравственные и патриотические темы. Несколько пьес посвящено восхвалению Шереметева, до 1809 года покровительствовавшего автору. Эти произведения Бардовского обнаруживают полное отсутствие в авторе поэтического таланта.
С 28 января 1838 года был женат на вдове, баронессе Клавдии Александровне Тизенгаузен.
Умер 18 (30) ноября 1857 года.

## Публикации
Бардовскому принадлежит также ряд переводов духовно-нравственных сочинений:
- «Опровержение злоумышленных толков, распространенных философами XVIII в., против христианского благочестия», Лагарпа; с франц. (М., 1810).
- «Краткое изложение главных доводов, неоспоримо утверждающих истину и божественное происхождение откровения христианского». Соч. Бильбея Портиуса, пер. с франц. (М., 1811; 2-е изд. — СПб., 1834 и 3-е изд. — СПб., 1842 —были сделаны с английского языка).
- «Прославленная любовь, или рассуждение об истинной мудрости и истинном счастии, по тройственному свету Божественному: благодати, Святого Писания и здравого смысла». Пер. с франц. (М., 1818).
- «Иогана Месона рассуждение о познании самого себя». Пер. с нем. яз., исправленный по английскому подлиннику (М., 1820 г.). 5) «О чувственной любви и пагубных последствиях её», Остервальда; пер. с франц. (СПб., 1842).
- «Думы и речи» (СПб., 1851)[4]

Бардовский издал в Москве перевод «Начальных оснований статистики европейских держав, по методе Плайфера».